# Metropolitan Building (Mineápolis)
El Metropolitan Building, originalmente conocido como Northwestern Guaranty Loan Building, se considera una de las estructuras arquitectónicamente más significativas en la historia de Mineápolis, la ciudad más poblada del estado de Minnesota (Estados Unidos). Estuvo en pie desde 1890 hasta que fue demolido a principios de los años 1960 como parte de los principales esfuerzos de renovación urbana en la ciudad que vieron aproximadamente el 40% del distrito del centro de la ciudad arrasado y reemplazado con nuevas estructuras. En ese momento, la destrucción del edificio de estilo  románico richardsoniano proporcionó un catalizador para los movimientos de preservación histórica en la ciudad y en todo el estado. Actualmente su sitio lo ocupa el 330 2nd Avenue South.

## Historia
El edificio se considera el primer rascacielos de la ciudad, con 12 pisos y 66 m altura. Pequeñas torres de observación asomaban por encima de las esquinas, y la azotea tenía un jardín popular. Fue construido con granito verde de New Hampshire. Los nueve pisos superiores estaban revestidos de arenisca marrón del lago Superior, extraída por la Portage Entry Red Stone Company.
Sus interiores estaban revestidos de roble antiguo y trabajos ornamentales en hierro y latón de Crown Iron Works Company de Mineápolis. Los pisos del atrio central eran de vidrio, lo que permitía que la luz se filtrara desde el tragaluz.
Un gran tragaluz permitió que el interior se iluminara de manera segura en un momento en que la iluminación eléctrica era poco común (aunque el edificio finalmente se cableó), y los pisos de los pasillos que rodeaban la cancha central eran translúcidos para permitir que se filtrara más luz. El arquitecto E. Townsend Mix diseñó el edificio. Muchas empresas de la ciudad tenían oficinas en el Metropolitan.
Cuando se construyó, era propiedad de Northwestern Guaranty Loan Company. Louis F. Menage, fundador, había ganado una fortuna mientras especulaba con bienes raíces en el área de Mineápolis en la década de 1880. Gastó 1 millón de dólares en el proyecto. Una vez finalizado, el edificio contenía un baño turco, un paseo en la azotea, un jardín de conciertos, una biblioteca jurídica y un restaurante en el último piso. Muchos elogiaron el edificio cuando se completó por primera vez, aunque a algunos, como Cass Gilbert, no les gustó el estilo.
El pánico de 1893 hizo que la compañía de Menage colapsara y él huyó del país. Thomas Lowry, otro importante especulador inmobiliario y propietario de la red de tranvías de la zona, compró el edificio, pero solo lo conservó durante un poco más de una década antes de venderlo a Metropolitan Life Insurance Company en 1905. Aquí es donde el edificio ganó su nombre "Metropolitan", a pesar de que cambió de manos unas cuantas veces más antes de sucumbir a la bola de demolición.
Fue el edificio comercial más alto de Mineápolis desde 1890 hasta 1914, cuando se completó el Soo Line Building.

### Demolición
El edificio fue demolido entre 1961 y 1962, quizás la mayor pérdida arquitectónica en la historia de Mineápolis. Había pocas razones prácticas para derribar el edificio. Los registros del día indican que estaba a salvo y casi completamente ocupado en el momento en que fue condenado . La demolición de este edificio y cientos por cuenta del programa de renovación urbana del Distrito Gateway desató el movimiento contemporáneo de preservación histórica de Mineápolis.
Este es el edificio más alto del centro de Mineápolis que se demolió intencionalmente. El Northwestern National Bank Building, aunque más alto, fue destruido en un incendio.

### En la actualidad
Algunas piedras gigantes de mármol del edificio se encontraron en un antiguo almacén en Delano en mayo de 2010.
La Ice House Plaza, una plaza pública  inaugurada en mayo de 2012, incluye varios bloques de piedra rescatados del Metropolitan Building. Esta fue diseñada y realizada por el escultor Zoran Mojsilov, cuya escultura de un ángel blanco es el punto focal. Ubicada en la calle 26 con la avenida Nicollet en Mineápolis Sur, tiene una fuente y bancos hechos con restos de la estructura histórica.

## Galería

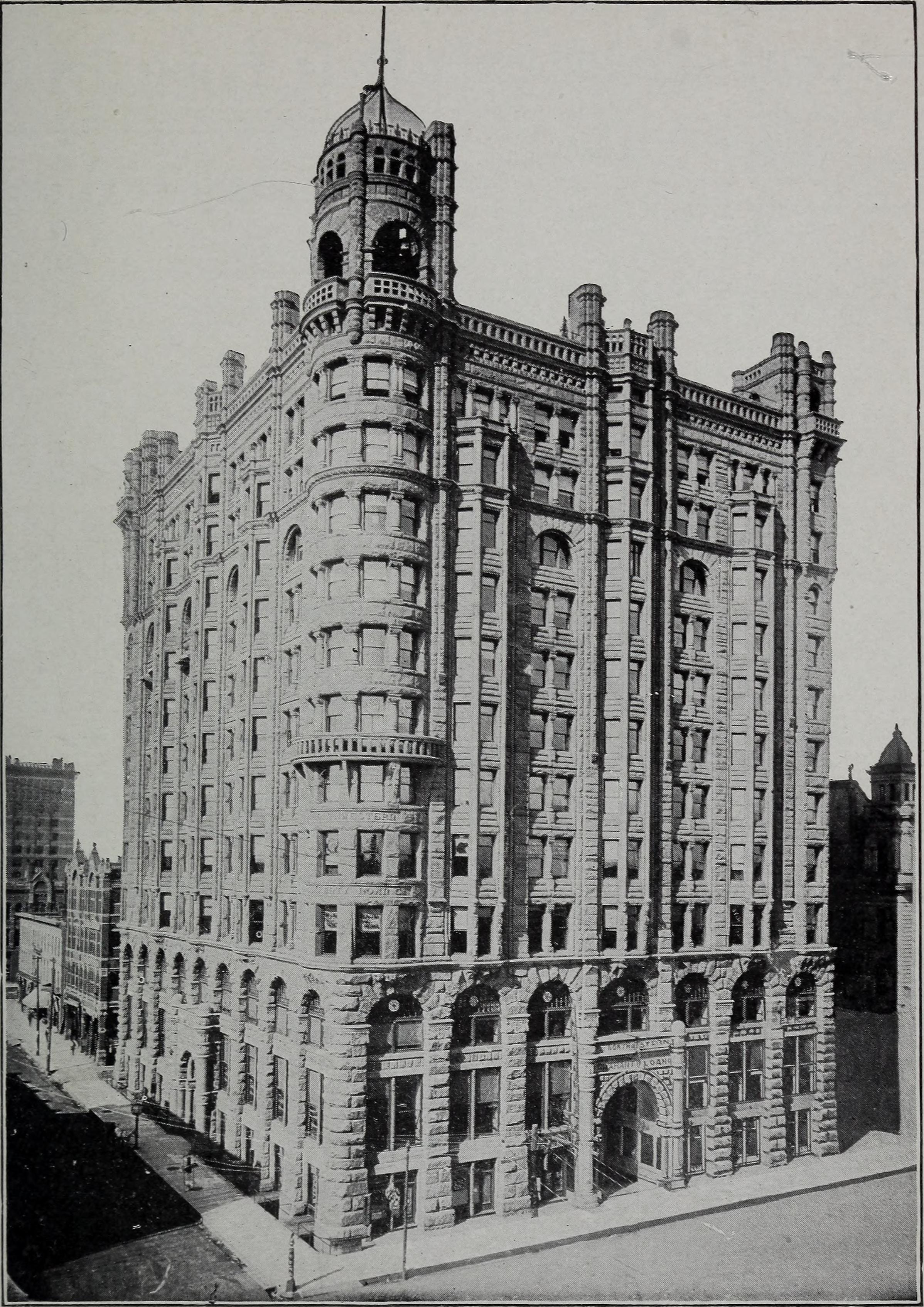
El edificio en 1909
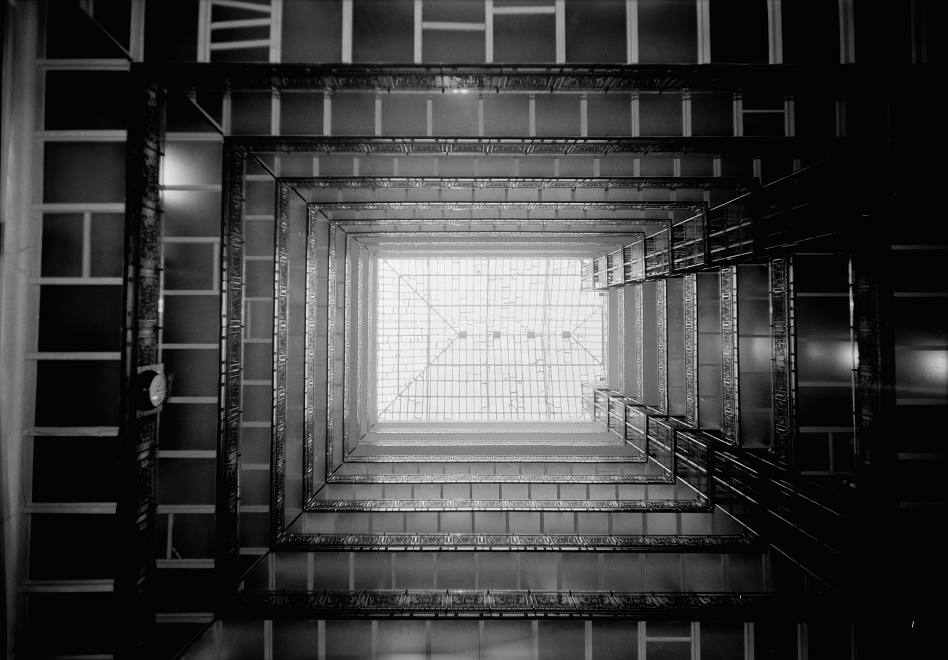
Una vista hasta el tragaluz
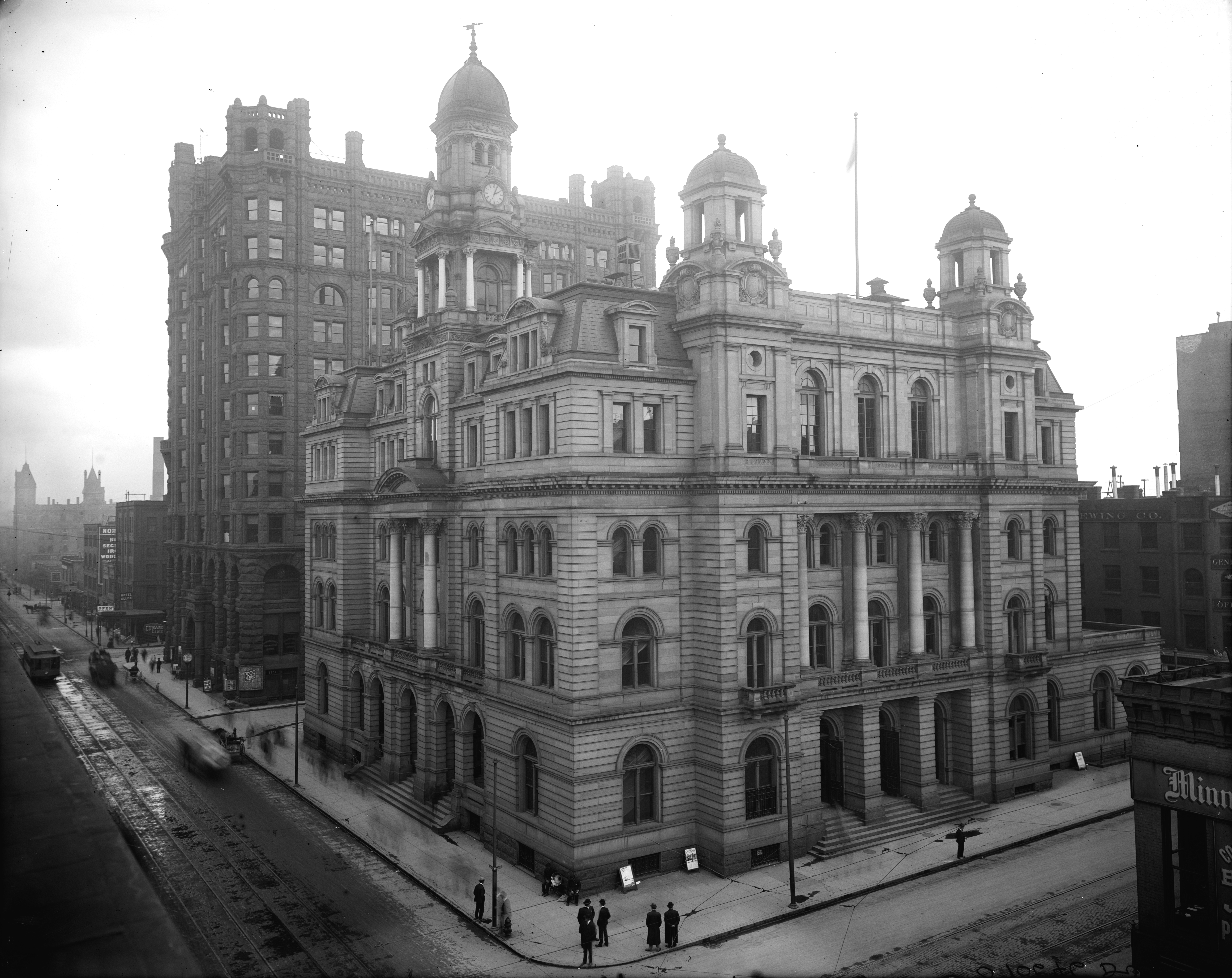
Junto a la Oficina de Correos